# Amerifax
L'amerifax est une race bovine originaire des États-Unis d'Amérique. Le nom est une contraction d'« American fresian-angus cross ».

## Origine
C'est une race récente (années 1970) créée à partir de 5/8 d'angus et 3/8 de holstein fresian. Le livre généalogique a été créé en 1977.

## Morphologie
Elle porte une robe unie rouge sombre ou noire. La race est naturellement sans cornes. Elle est de taille moyenne et à morphologie musclée.

## Aptitudes
C'est une race créée exclusivement pour la production de viande. Elle donne des animaux aux carcasses bien conformées et à la viande persillée et savoureuse.
Elle est reconnue pour ses grandes qualités maternelles :
- Bonne capacité laitière pour une croissance rapide des veaux ;
- Gestation 10 à 15 jours plus courtes que les autres races ;
- Large bassin apte à un vêlage aisé ;
- Faible largeur des veaux à la naissance, mais silhouette longiligne, gage de bonne taille et de vêlage facile ;
- Bonne fertilité des femelles, (un veau par an) et des mâles (un taureau couvre plus de vaches que les autres races en monte « naturelle »).

Elle est bien adaptée à l'élevage extensif pour la production de veaux. Ces derniers seront ensuite vendus pour engraissement dans des feed lots.